# جائزة أستراليا الكبرى 1958
جائزة أستراليا الكبرى 1958 هو سباق فورمولا 1 أقيم بتاريخ 6 أكتوبر 1958 في نيوساوث ويلز. حلّ الأسترالي ليكس دافيسون أولا.